# الاستعمار البريطاني في الوطن العربي
هناك جدل واسع بين المؤرخين في تحديد أصل كلمة الاستعمار، فالبعض يرى بأنها «امتداد لنفوذ سياسي لدولة ما على دولة أخرى»، وأن هذا النفوذ يصاحبه احتلال عسكري. ومن وجهة نظر القانون الدولي، يطلق لفظ الاستعمار على كل الأقاليم التي تستوطنها شعوب مختلفة. والاستعمار ليس ظاهرة حديثة، فهو ممارسة الهيمنة، وإخضاع شعب لآخر. وحول الوطن العربي، فالاستعمار لم يأتي مرة واحدة، بل كان بطيئا، وتم الاستعمار على ثلاثة موجات رئيسية، وكانت كل موجة لاحقة أوسع انتشارا ونطاقا من سابقتها.

## منطقةالخليج العربيالباحة
بعد نجاح بريطانيا في القضاء على النفوذين البرتغالي والهولندي في منطقة الخليج العربي، عقدت أول معاهدة ذات طابع سياسي مع سلطان أحمد (سلطان مسقط) سنة 1798 م، ولم يكد القرن التاسع عشر ينتهي حتى كانت بريطانيا قد عززت نفوذها في الخليج العربي حيث ارتبطت جميع إمارات الساحل العربي وهي والبحرين وقطر والكويت مرتبطة بمعاهدات سياسية مع بريطانيا.

## اليمن
بدأت بريطانيا نفوذها في اليمن باحتلال جزيرة بريم في مدخل البحر الأحمر سنة 1799م، ونظرا لأهمية عدن كمفتاح البحر الأحمر قامت عام 1839 م باحتلالها بعد مقاومة عنيفة من السكان واستمرت لمدة 128 عاما من عام 1839م إلى 1967م وتوسع الاحتلال خلال تلك الفترة ليشمل بمعاهدات حماية جميع مناطق اليمن الجنوبي.
خضع اليمن للاستعمار البريطاني في نهاية الثلاثينيات من القرن التاسع عشر، واحتلت مدينة عدن عام 1839، ومع مرور السنوات، سيطرت بريطانيا على باقي المدن المجاورة لعدن وأحكمت سيطرتها. وحتى عام 1937 سيطرت بريطانيا على المحميات الشرقي وعدن وأصبحت تحت السيطرة البريطانية.

## مصر
كانت أول محاولة لبريطانيا في احتلال مصر عام 1807 م، عندما أرسلت حملة فريزر. إلا أنها هزمت أمام مقاومة الشعب المصري، وفي سنة 1882 م انتهزت بريطانيا فرصة أحداث الثورة العرابية واحتلت مصر عسكريا لفترة أنتهت في 1923 بصدور دستور 1923. واحتلت بريطانيا مصر عام 1882، وسعت بريطانيا إلى تعزيز سيطرتها ونفوذها في مصر، من خلال صد محاولات الدولة العثمانية في مساعيها لاستردادها مصر. حاول الاستعمار البريطاني إلغاء مجلس الشورى المصري، وتشكيل مجلس شورى القوانين. وكان الخديوي توفيق الحاكم في يد المعتمد البريطاني، وأعلنت إنجلترا أن مصر تحت حمايتها، وانفردت بريطانيا في سيطرتها على البلاد. وبدأت مرحلة جديدة من كفاح المصريين ضد استعمار بريطانيا. وبقيت القوات البريطانية في مصر إلى حين توقيع اتفاقية 1922. والمعاهدة الأنجلو-مصرية في عام 1936 والتي أعطت مصر سيطرة تدريجية على الأراضي المصرية. وقامت مصر بتأميم قناة السويس في عام 1956 في عهد جمال عبد الناصر. وانتهى التواجد البريطاني فعليا على أراضي مصر في أعقاب ثورة يوليو عام 1952، بتوقيع اتفاقية الجلاء، وخروج بريطانيا في عهد جمال عبد الناصر.

## السودان
بعد قيام الثورة المهدية بقيادة محمد أحمد المهدي أصبح السودان مستقلا وخاليا من أي وجود أجنبي فقامت الدولة المهدية بعام 1885 م بعد قضائها على الوجود الأجنبي بالسودان، واستمرت إلى سقوطها ووقوع السودان تحت حكم الاستعمار البريطاني بعد حملة عسكرية كانت بقيادة الجنرال كتشنر عام 1898 م، والذي واجه مقاومة كبيرة من رجال الأنصار بقيادة عبد الله التعايشي.
اتجهت الأنظار البريطانية إلى السودان، بعد احتلالها مصر. وكان تهدف بريطانيا إلى تكريس حالة الانقسام بين مصر والسودان، فسعت إلى عقد اتفاقية الحكم الثنائي عام 1899 والتي بموجبها تشترك كل من مصر والسودان في الحكم. وبالتالي بدأ الحكم البريطاني في السودان عام 1899، وكان يعرف الحكم حينه باسم الحكم الثنائي. وشهد السودان ثورة في عام 1924 ضد الحكم البريطاني عمت أنحاء البلاد، وانسحبت القوات المصرية في ذات العام. وفي عام 1936، عقدت معاهدة بين مصر والسودان والتي أكدت اقتسام الحكم السوادني بين مصر وبريطانيا. سعت بريطانيا ما بعد الحرب العالمية الثانية، لمنح السودان دورا سياسيا وإداريا. وتحديدا في الفترة الانتقالية التي أعقبت الاتفاق المصري البريطاني عام 1952 لمنح السودان الحرية والاستقلال. ودأب السودان للحصول على استقلاله والذي أُعلن عام 1956، وبدأ السودان في فترة الحكم الوطني.

## الصومال
كانت الصومال من ضمن المخططات التي وضعتها الدول الاستعمارية للسيطرة عليها، ونجحت بريطانيا في السيطرة على الصومال وتقسيمها. مما أدى إلى مواجهة الصومال لأساليب استعمارية مكثفة من العديد من القوى الاستعمارية الأخرى.
كان البدء مع قدوم قوافل الاحتلال البريطاني للجزء الشمالي من الصومال المعروف حاليا ب جمهورية أرض الصومال غير معترف بها في الأوساط العالمية سنة 1884 م والتي استقلت في 1960.
هاجمت قوات الاحتلال البريطاني سنة 1904 قوات الدراويش التابعة للزعيم الصومالي «سيد محمد بن عبد الله» الذي كان يلقبه البريطانيون ب«الملا المجنون»، ووقعت إصابات بالغة بين قواته. وقد استمر الملا في محاربة الاستعمار البريطاني للصومال حتى سنة 1920 عندما لجأت بريطانيا إلى الطيران لقصف مواقع الثوار، ثم جاءت وفاة الملا لتضع حدا لثورته الإسلامية.

## العراق
خضع العراق تحت الانتداب البريطاني، وشهد العراق العديد من الأحداث وأهمها الثورة العربية التي تزامنت مع الحرب العالمية الأولى، واتفاقية سايكس بيكو، والتي سعت إلى اقتسام بلاد الشام والعراق قبل إقرار الحلفاء، وكان من أبرز نتائجها توقيع اتفاقية سان ريمو عام 1920 وفرضت بريطانيا على أساسها الانتداب على العراق.
أدركت بريطانيا أهمية العراق بالنسبة لمواصلاتها إلى الهند، وزاد اهتمامها به بعد اكتشاف النفط فيه، فدخلت قواتها العراق واحتلت مدينة البصرة سنة 1914م، ثم دخلت قواتها مدينة الكوت سنة 1916م، واستطاعت دخول بغداد واحتلالها سنة 1917م بقيادة الجنرال ستانلي مود، ودخلت فيما بعد الموصل عام 1918 بدون قتال. ظلت بريطانيا تسيطر على العراق تحت اسم الانتداب البريطاني. حدثت في العراق عدة ثورات ضد الإنكليز ومنها ثورة العشرين سنة 1920م، وثورة مايس سنة 1941م. ظل التواجد البريطاني مهيمنا على العراق في ظل الحكم الملكي حتى اندلاع ثورة 14 تموز 1958 حيث ألغيت الملكية في البلاد، واُعلنت الجمهورية بقيادة عبد الكريم قاسم.

## فلسطين
ظهر الاهتمام البريطاني في فلسطين خصوصا والمنطقة العربية عموما بعد حملة نابليون على مصر وفلسطين وفشلها، فتحت بريطانيا أول قنصلية لها بالقدس في ظل الحكم العثماني عام 1838 مستفيده من قوانين الإصلاح العثماني وكان من اهتماماتها العناية باليهود من اجل إنشاء كيان لهم في المنطقة الجغرافية الفاصلة بين الوطن العربي بشقية الآسيوي والأفريقي وهي فلسطين، وقد عمدت بريطانيا إلى إعطاء وعد بلفور والعمل على تنفيذه لتحقيق عدة اهداف، اولا: كانت تراقب العلاقة الألمانية العثمانية وحصولها على امتياز خط سكه الحديد بين برلين والعراق فرأت بريطانيا بذلك تهديد للطرق المؤدية إلى مستعمراتها في الخليج العربي والهند ومصر. ثانيا: أرادت بريطانيا زرع جسم غريب يفصل بين أفريقيا وآسيا لضمان عدم قيام وحدة عربية قوية ثم لضمان وجودها على قناة السويس.
أصدرت بريطانيا وعد بلفور في 2 من تشرين الثاني عام 1917. وسعت إلى تنفيذ ما ورد فيه الوعد بما يحقق مصالحها. وخولت بريطانيا المنظمة الصهيونية بتعيين لجنة لبحث أحوال المستوطنات في فلسطين. واستجابت بريطانيا لطلب المنظمة الصهيونية بالسماح للبعثة الصهيونية في زيارة فلسطين.
وضمت لبريطانيا منطقة شرق الأردن (لكنها لم تُشمل بمبادئ الانتداب أو وعد بلفور). ثار الشعب الفلسطيني ضد كل من الإنجليز وموجات المهاجرين اليهود، وقامت عدة ثورات كبرى كان من أهمها ثورة وإضراب عام 1936 والذي استمر ثلاث سنوات متتالية.
ونظرا لأهمية فلسطين الدينية ولما لها من موقع جغرافي مميز تربط فيه القارة الآسيوية بالأفريقية بالإضافة لإطلالها على البحر المتوسط ووجود موانئ كبيرة فيها مثل حيفا لتصدير النفط من الحقول العراقية، قامت بريطانيا باحتلال فلسطين، ودخلت مدينة غزة في بادئ الأمر عبر مصر، بعد معارك مع القوات العثمانية، ثم بئر السبع ويافا، إلى أن دخلت القدس عام 1917 بقيادة الجنرال اللنبي. وأعلن الانتداب البريطاني رسميا على فلسطين في مايو 1921 والذي استمر لغاية مايو 1948،
أعلنت بريطانيا انتدابها على فلسطين وفق اتفاقية سان ريمو، وبعد أن أقر مجلس عصبة الأمم صك الانتداب، متجاهلة حقوق العرب في إقامة دولتهم العربية. ووضعت فلسطين بموجب هذه الاتفاقية تحت الانتداب البريطاني وفق نص المادة 22 من صك الانتداب «على الدولة المنتدبة أن تهيئ القطر المُنتدب عليه ليكون قادراً على حكم نفسه بنفسه،» واعترف صك الانتداب بأن هناك صلة تاريخية تربط اليهود في فلسطين> خضعت فلسطين للانتداب البريطاني ما بين 1920-1948، وكان هذه الفترة مليئة بالتغيرات والتحولات في فلسطين على عدة مستويات، سياسية واقتصادية واجتماعية. وأهمها هجرة اليهود لفلسطين، صدور الكتاب الأبيض، والثورة العربية الكبرى.
```
كانت سنة 1948 سنة مهمة واسعة في تاريخ العالم العربي، بسبب إعلان بريطانيا 
للأمم المتحدة
 قرراها بالتخلي عن الانتداب بواسطة عصبة الأمم على فلسطين ابتداءً من مايو عام 1948.
[
23
]
 انتهى الانتداب البريطاني على فلسطين بإعلان دولة إسرائيل في 
14 مايو
 
1948
، والذي كان هيّأ لولادة هذا الكيان على أرض فلسطين طيلة سنوات الانتداب وما قبلها.
```

## الأردن
جزأت اتفاقية سايكس بيكو البلاد العربية إلى مناطق نفوذ بين دول الحلفاء، وكانت منطقة النفوذ البريطانية تشمل الأراضي الممتدة من فلسطين إلى العراق، ومنطقة تحت الإدارة البريطانية وتضم جنوب العراق والساحل الفلسطيني الممتد من حيفا إلى عكا. وظلت الاتفاقية سرا حتى عام 1917، إلا حين تم إعلانها لتدخل منطقة شرق الأردن في النفوذ البريطاني.
```
دخل شرق الأردن تحت الاحتلال البريطاني في الفترة الواقعة ما بين 23-27 أيلول عام 1918، بعد أن هُزمت القوات العثمانية على يد الحلفاء بعد الحرب العالمية الأولى. وهذا كان يشكل تناقضا مع الوعود البريطانية للشريف حسين بن علي «الذي كان قد أعلن الثورة العربية الكبرى على الدولة العثمانية مع دول الحلفاء» وذلك من أجل إنقاذ الولايات العربية.
[
25
]
 احتلت القوات البريطانية بلاد الشام، وقررت الدول المتحالفة خلال الحرب العالمية الأولى أن تضع العراق وفلسطين ومن ضمنها شرق الأردن تحت الانتداب البريطاني.
[
26
]
 ومع اجتماع عصبة الأمم في مدينة سان ريمو عام 1920، تقرر وضع البلاد العربية تحت الانتداب، وتجزئة البلاد السورية إلى 3 كيانات مستقلة، فلسطين ولبنان وبقية البلاد. فخضع شرق الأردن في عهد فيصل إلى ثلاثة ألوية، لواء الكرك، ولواء البلقاء، ولواء حوران.
[
27
]
```

حرصت بريطانيا على أن يكون شرق الأردن من نصيبها عند تقسيم مناطق النفوذ في ((مؤتمر سان ريمو)) عام 1920 م، فأقامت بها إمارة شرق الأردن وعلى رأسها الأمير عبد الله بن الحسين سنة 1921 ودخلت بوتقة الانتداب البريطاني سنة 1923.
وبدأ الاختراق الاستعماري للمنطقة العربية بسبب أهميتها وموقعها ومكانتها الجغرافية. وكان الأمير عبد الله على تواصل دائم مع الإدارة البريطانية، كسياسة للأخيرة من أجل إبقاء المنطقة تحت السيادة الأمنية والمالية والقانونية لبريطانيا. ورسميا دخلت إمارة شرق الأردن تحت الانتداب البريطاني في 24 تموز عام 1922. وتم بناءً على مفاوضات بريطانية مع الأمير، لاستثناء الأردن من وعد بلفور وعقد اتفاقية لتنظيم المصالح بين الجهتين.
ومع اندلاع الحرب العالمية الثانية، بدأت المساعي لتحقيق الوحدة السورية. فكان الأردن مؤيدا لهذا المشروع، وتم طرح مسألة الوحدة ممثلة بالأمير عبد الله بن الحسين، والهدف منها إلغاء الحدود التي فرضتها اتفاقية سايكس بيكو. ولكن استطاعت القوى الاستعمارية البريطانية والفرنسية في ضرب مشروع الوحدة الأردني. وسعى الأمير عبد الله في عام 1946 إلى زيارة الأردن من أجل عقد معاهدة بريطانية أردنية لإلغاء معاهدة عام 1928، ونيل إمارة شرق الأردن استقلالها وأصبحت تعرف بالمملكة الأردنية الهاشمية.

## المغرب
استغلت بريطانيا الوضع الدولي لمدينة طنجة الاستراتيجية شمال المغرب بسبب معاهدة الجزيرة الخضراء الذي جعل المدينة تتمتع بوضع محايد وسيطرت كذلك على منطقة جبل طارق لتمكينها من السيطرة على المنفذ الغربي للبحر الأبيض المتوسط.